# 효명세자 예찰
효명세자 예찰은 대한민국 경기도 양평군 용문면 신점리, 친환경농업박물관에 있는, 조선 효명세자가 유년시절부터 청년시절까지 큰 외숙부인 황산 김유근에게 보낸 편지들이다. 2016년 5월 4일 경기도의 유형문화재 제307호로 지정되었다.

## 개요
효명세자는 조선의 제 23대 왕인 순조의 장남으로 18세 때 부왕 순조의 건강악화를 이유로 대리청정을 하며 세도정치를 억제하고 왕정의 영향력을 회복하려 노력하다 21세의 이른 나이로 세상을 떠난 인물이다.
효명세자의 예찰 8통은 그가 유년시절부터 청년시절까지 큰외숙부인 황산 김유근에게 보낸 편지들이다.
2008년 양평에 거주하는 안동 김씨 문정공파 후손이 기증한 유물로 그동안 양평군 친환경농업박물관에서 소장해 왔다.
이 편지가 왕실과 외척간의 일상적인 교류를 살필 수 있다는 점에서 의미가 있으며 20여 년간 일관된 행적을 편지라는 형식과 내용을 통해 보여주는 희귀한 사례로, 조선시대 세자가 작성해 남아 있는 예찰은 정조가 동궁시절에 쓴 편지를 제외하면 사실상 없다는 점에서 이 편지가 더욱 귀중하다.
유년기부터 청년기까지 필체의 변화를 통해 효명세자의 의식변화와 성숙과정까지도 읽어낼 수 있으며 내용적으로도 외조부 김조순, 외숙 김원근의 안부와 일정은 물론 평안도 관찰사의 인사문제까지 챙기고 있어 당시 대리청정의 분위기를 엿볼 수 있는 사료가치가 충분하다.

## 같이 보기
- 효명세자
- 김유근

## 참고 자료
- 효명세자 예찰 - 국가유산청 국가유산포털